# Урывский, Иван Сергеевич
Урывский Иван Сергеевич (род. 9 марта 1990, Кривой Рог, Днепропетровская область) — украинский театральный режиссёр, режиссёр-постановщик Национального академического драматического театра имени Ивана Франко (с 2020). Заслуженный артист Украины (2020), лауреат Национальной премии Украины имени Тараса Шевченко (2024).

## Биография
Родился 9 марта 1990 года в городе Кривой Рог.
Поступил в Криворожский национальный университет на факультет промышленного гражданского строительства. На 3-м курсе поехал поступать в Киев.
Окончил Киевский национальный университет культуры и искусств (мастерская Нины Гусаковой).
7 февраля 2019 года, решением конкурсной комиссии Одесского академического украинского музыкально-драматического театра имени В. Василько, победил в конкурсе на должность главного режиссёра.
31 августа 2020 года отработал последний день в Одесском украинском театре и переехал в Киев.
Со 2 ноября 2020 года — режиссёр-постановщик Национального академического драматического театра имени Ивана Франко.

## Творческая деятельность
Будучи студентом на учебной сцене поставил водевиль «Соломенная шляпка» по пьесе Эжена Лабиша. В рамках проекта студенческих дебютов Open Mind на сцене киевского театра «Золотые ворота» поставил спектакль «Дядя Ваня» по Чехову, «Украденное счастье» по Франко, «Олеся. Забытая история любви» по Куприну.
На 5-м курсе КНУКиМ поставил «Тени забытых предков» по Коцюбинскому на сцене Одесского украинского академического музыкально-драматического театра имени В. Василько.
Воплотил 20 постановок на восьми сценических площадках трёх театральных городов Украины и одного зарубежного.
Постановки идут на сценах Одессы, Львова и Киева. За воплощение «Крёстных троп» Ивана Франко на сцене Львовского театра имени Леся Курбаса получил премию имени Леся Курбаса в 2019 году.

## Награды
- Лауреат Международного театрального фестиваля «Мельпомена Таврии» в номинации лучший режиссёрский дебют (2015, спектакль «Дядя Ваня»);
- Лауреат одесского городского конкурса «Премьеры сезона» (2016, спектакль «Тени забытых предков»);
- Премия «Зеркало сцены» (всеукраинский еженедельник Зеркало недели. Украина) в номинации лучшего спектакля молодых режиссёров (2017, спектакль «Украденное счастье»)[9];
- Премия имени Леся Курбаса (2019, спектакль «Крёстные тропы»)[10];
- Корона «Дня» — за современную интерпретацию и переосмысление украинской и западно-европейской классики в русле мировых трендов перформативных искусств (ежедневная всеукраинская газета общественно-политической тематики «День») (2019)[11];
- Заслуженный артист Украины (2020)[12][13];
- Национальная премия Украины имени Тараса Шевченко (2024) — за спектакль «Конотопская ведьма» по повести Григория Квитки-Основьяненко Национального академического драматического театра имени Ивана Франко[14][15].